# Wang Meiyin
Wang Meiyin (王美银S; Qufu, 26 dicembre 1988) è un ex ciclista su strada cinese, professionista dal 2009 al 2020.

## Palmarès
- 2013 (Hengxiang Cycling Team, una vittoria)

3ª tappa Tour de Langkawi (Sungai Siput > Cameron Highlands)
- 2015 (Hengxiang Cycling Team, una vittoria)

5ª tappa Tour of China I (Bazhong > Pingchang)
- 2020 (Hengxiang Cycling Team, una vittoria)

Campionati cinesi, Prova in linea

### Altri successi
- 2012 (Hengxiang Cycling Team)

Classifica scalatori Tour of Hainan
- 2013 (Hengxiang Cycling Team)

Classifica scalatori Tour de Langkawi
Classifica scalatori Tour of China II
- 2016 (Wisdom-Hengxiang Cycling Team)

Classifica scalatori Tour de Langkawi
- 2018 (Bahrain-Merida)

1ª tappa Hammer Sportzone Limburg (Vaals > Drielandenpunt, cronosquadre)

## Piazzamenti

### Classiche monumento
- Giro delle Fiandre

2017: ritirato
- Parigi-Roubaix

2017: ritirato
2018: ritirato
- Liegi-Bastogne-Liegi

2017: ritirato